# 中ノ庄駅 (石川県)
中ノ庄駅（なかのしょうえき）は、かつて石川県能美郡根上町（現:能美市中庄町）に位置していた、北陸鉄道能美線の駅（廃駅）である。

## 歴史
- 1925年（大正14年）8月13日：能美電気鉄道の駅として開業。
- 1939年（昭和14年）8月1日：金沢電気軌道の駅となる。
- 1980年（昭和55年）9月14日：能美線廃止に伴い廃駅。

## 駅構造
1面1線のホームを有する地上駅であった。ホームは線路より南側に位置した。
隣接する小松市の高堂町、荒屋町などにも近く、これらの地区の住民も利用した。ホームが短く2両編成の電車で既にはみ出してしまったため、ホームに降りられない乗客が線路に飛び降りたこともあった。

## 現状
鉄道路線廃止後は、駅跡は道路の敷地となっており、当時の面影は残っていないが、「加賀国能美郡家」の看板が立っている。

## 隣の駅
北陸鉄道
能美線
五間堂駅 - 中ノ庄駅 - 加賀福岡駅